# Popravčí kříž (Jáchymov)
Popravčí kříž v Jáchymově (okres Karlovy Vary) je někdy označován jako Boží muka.
Původně stával na vrcholu Šibeničního vrchu – městském popravišti. Na konci osmnáctého století byl přestěhován do sousedství Panského mlýna (Herrnmühle) v dolní části města. Tam stál u můstku přes Veseřici. Při stavbě císařské silnice z Ostrova do Jáchymova byl přestěhována na levou stranu nové silnice. Znovu byl stěhován při stavbě dnešní silnice do Jáchymova ve 2. polovině 20. století. Tehdy byla Boží muka přemístěna na své dnešní místo před Královskou mincovnu. Původně se jednalo o tzv. Popravčí kříž, tedy kříž, před kterým se odsouzený k smrti před samotnou popravou naposledy modlil.

## Popis
Boží muka jsou tvořena žulovým toskánským sloupem na žulovém stupni. Na vrcholu je pískovcová kaplička ve tvaru hranolového tabernáklu se stanovou stříškou završenou křížem. Na čelní straně kapličky je výjev Ukřižování s Pannou Marií a sv. Janem (Kalvárie). Vlevo je reliéf Svaté rodiny (Útěk do Egypta), vpravo je Panna Maria s Ježíškem (Madona) a vzadu je reliéf Uvedení Páně do chrámu. Na čelní straně podstavce sloupu je letopočet 1731 a nad ním Kristův znak – IHS.